# ロジャー・レソウド
ロジャー・レソウド（フランス語：Roger Lesourd、1931年 - 1992年）はフランスの空手家である。

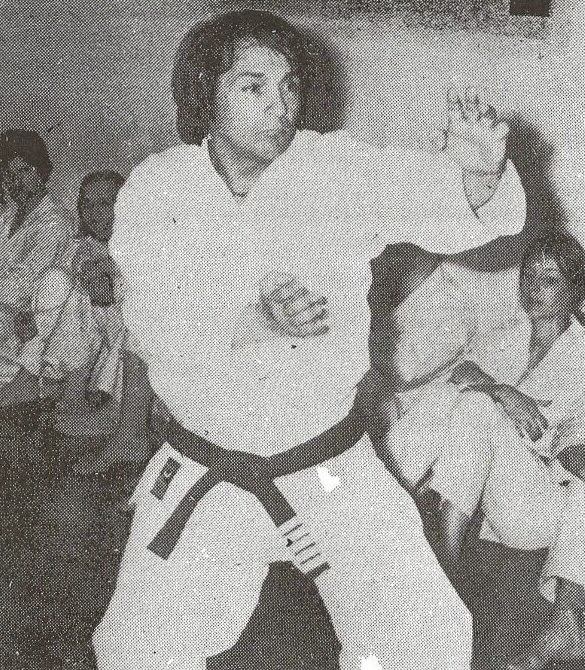
空手家の写真

## 略歴
極真空手の創立者である大山倍達の弟子で、1956年～1960年頃に日本の 大山道場にて修行を得て黒帯三段とともに支部長の称号を獲得。フランスとカナダで極真空手を広め、海外法人としてWORLD KYOKUSHIN KAI KARATE ORGANIZATIONを設立。
フランスでは多くのメディアを通じ（knockdown karate）として雑誌やTVなどで活躍した。後にカナダでは日本の映画『七人の侍』をイメージして（7 SAMURAI KARATE DOJO）を設立した。これは武道コミュニティ全体で尊敬されるまでに至った。
1992年、病気を発症し61歳で死去。その後継をアンドレイ・コロムベ（ANDREY・COULOMBE）に託した。